# Harmonia ewangeliczna (przekład)
Harmonia ewangeliczna – zachowany fragment polskiej wersji Harmonii Ewangelii (zestawienia odpowiadających sobie fragmentów czterech kanonicznych ewangelii), pochodzący z końca XV lub z początku XVI wieku.
Fragment zachował się na początku łacińskiego manuskryptu teologicznego, znajdującego się w Bibliotece Narodowej. Określenie Harmonia ewangeliczna używane jest w opracowaniach. W oryginale fragment nosi łaciński tytuł: Ewangelium Domini Nostri Ihezu Cristi secundum quatuor evangelistarum… (Ewangelia Pana Naszego Jezusa Chrystusa według czterech Ewangelistów…) Wbrew tytułowi zawiera zestawienie wyjątków tylko trzech ewangelii: Mateusza, Łukasza i Jana (bez Marka). Anonimowy przekład prawdopodobnie został odwzorowany z wcześniejszego tłumaczenia, które po przeredagowaniu mogło być podstawą wydania Nowy Testament polskim językiem wyłożony z 1556 (znany jako Nowy Testament Scharffenberga).